# Wereldkampioenschap superbike van Laguna Seca 2001
Het wereldkampioenschap superbike van Laguna Seca 2001 was de negende ronde van het wereldkampioenschap superbike 2001. De races werden verreden op 8 juli 2001 op Laguna Seca nabij Monterey, Californië, Verenigde Staten. Tijdens het weekend kwam enkel het WK superbike in actie, het wereldkampioenschap Supersport was niet aanwezig op het circuit.

## Superbike

### Race 1
| Pos | Nr  | Rijder              | Constructeur | Rondes | Tijd         | Grid | Punten |
| --- | --- | ------------------- | ------------ | ------ | ------------ | ---- | ------ |
| 1   | 155 | Ben Bostrom         | Ducati       | 28     | 40:32.161    | 1    | 25     |
| 2   | 100 | Neil Hodgson        | Ducati       | 28     | +1.337       | 2    | 20     |
| 3   | 3   | Troy Corser         | Aprilia      | 28     | +2.923       | 3    | 16     |
| 4   | 21  | Troy Bayliss        | Ducati       | 28     | +16.729      | 5    | 13     |
| 5   | 32  | Eric Bostrom        | Kawasaki     | 28     | +18.425      | 4    | 11     |
| 6   | 1   | Colin Edwards       | Honda        | 28     | +30.762      | 6    | 10     |
| 7   | 11  | Rubén Xaus          | Ducati       | 28     | +33.449      | 14   | 9      |
| 8   | 8   | Tadayuki Okada      | Honda        | 28     | +34.371      | 9    | 8      |
| 9   | 10  | Doug Chandler       | Kawasaki     | 28     | +35.638      | 10   | 7      |
| 10  | 52  | James Toseland      | Ducati       | 28     | +37.617      | 7    | 6      |
| 11  | 55  | Régis Laconi        | Aprilia      | 28     | +37.960      | 12   | 5      |
| 12  | 6   | Gregorio Lavilla    | Kawasaki     | 28     | +44.361      | 16   | 4      |
| 13  | 36  | Broc Parkes         | Ducati       | 28     | +47.356      | 24   | 3      |
| 14  | 99  | Steve Martin        | Ducati       | 28     | +49.117      | 15   | 2      |
| 15  | 35  | Giovanni Bussei     | Ducati       | 28     | +56.070      | 22   | 1      |
| 16  | 22  | Lucio Pedercini     | Ducati       | 28     | +1:01.842    | 20   |        |
| 17  | 33  | Robert Ulm          | Ducati       | 28     | +1:06.342    | 17   |        |
| 18  | 14  | Peter Goddard       | Benelli      | 28     | +1:07.102    | 21   |        |
| 19  | 46  | Mauro Sanchini      | Ducati       | 28     | +1:14.899    | 18   |        |
| 20  | 20  | Marco Borciani      | Ducati       | 28     | +1:14.994    | 19   |        |
| 21  | 27  | Bertrand Stey       | Honda        | 28     | +1:20.055    | 25   |        |
| DNF | 24  | Stéphane Chambon    | Suzuki       | 17     | Uitgevallen  | 13   |        |
| DNF | 23  | Jiří Mrkývka        | Ducati       | 12     | Uitgevallen  | 27   |        |
| DNF | 51  | Martin Craggill     | Ducati       | 7      | Uitgevallen  | 26   |        |
| DNF | 69  | Ferdinando Di Maso  | Kawasaki     | 4      | Uitgevallen  | 28   |        |
| DNF | 5   | Akira Yanagawa      | Kawasaki     | 2      | Ongeluk      | 11   |        |
| DNF | 4   | Pierfrancesco Chili | Suzuki       | 2      | Ongeluk      | 8    |        |
| DNF | 25  | Javier Rodríguez    | Honda        | 0      | Ongeluk      | 29   |        |
| DNS | 31  | Michele Malatesta   | Kawasaki     | 0      | Niet gestart |      |        |

### Race 2
| Pos | Nr  | Rijder              | Constructeur | Rondes | Tijd         | Grid | Punten |
| --- | --- | ------------------- | ------------ | ------ | ------------ | ---- | ------ |
| 1   | 155 | Ben Bostrom         | Ducati       | 28     | 40:31.320    | 1    | 25     |
| 2   | 3   | Troy Corser         | Aprilia      | 28     | +2.360       | 3    | 20     |
| 3   | 100 | Neil Hodgson        | Ducati       | 28     | +15.310      | 2    | 16     |
| 4   | 21  | Troy Bayliss        | Ducati       | 28     | +18.128      | 5    | 13     |
| 5   | 32  | Eric Bostrom        | Kawasaki     | 28     | +18.584      | 4    | 11     |
| 6   | 1   | Colin Edwards       | Honda        | 28     | +18.806      | 6    | 10     |
| 7   | 52  | James Toseland      | Ducati       | 28     | +19.079      | 7    | 9      |
| 8   | 5   | Akira Yanagawa      | Kawasaki     | 28     | +19.397      | 11   | 8      |
| 9   | 55  | Régis Laconi        | Aprilia      | 28     | +30.747      | 12   | 7      |
| 10  | 11  | Rubén Xaus          | Ducati       | 28     | +34.099      | 14   | 6      |
| 11  | 8   | Tadayuki Okada      | Honda        | 28     | +34.796      | 9    | 5      |
| 12  | 24  | Stéphane Chambon    | Suzuki       | 28     | +44.423      | 13   | 4      |
| 13  | 99  | Steve Martin        | Ducati       | 28     | +48.303      | 15   | 3      |
| 14  | 36  | Broc Parkes         | Ducati       | 28     | +1:00.068    | 24   | 2      |
| 15  | 14  | Peter Goddard       | Benelli      | 28     | +1:01.003    | 21   | 1      |
| 16  | 33  | Robert Ulm          | Ducati       | 28     | +1:11.545    | 17   |        |
| 17  | 20  | Marco Borciani      | Ducati       | 28     | +1:23.661    | 19   |        |
| 18  | 46  | Mauro Sanchini      | Ducati       | 28     | +1:28.143    | 18   |        |
| 19  | 51  | Martin Craggill     | Ducati       | 28     | +1:28.615    | 26   |        |
| 20  | 27  | Bertrand Stey       | Honda        | 27     | +1 ronde     | 25   |        |
| 21  | 23  | Jiří Mrkývka        | Ducati       | 27     | +1 ronde     | 27   |        |
| 22  | 25  | Javier Rodríguez    | Honda        | 27     | +1 ronde     | 29   |        |
| 23  | 69  | Ferdinando Di Maso  | Kawasaki     | 27     | +1 ronde     | 28   |        |
| DNF | 35  | Giovanni Bussei     | Ducati       | 27     | Ongeluk      | 22   |        |
| DNF | 10  | Doug Chandler       | Kawasaki     | 9      | Uitgevallen  | 10   |        |
| DNF | 6   | Gregorio Lavilla    | Kawasaki     | 6      | Ongeluk      | 16   |        |
| DNF | 4   | Pierfrancesco Chili | Suzuki       | 1      | Uitgevallen  | 8    |        |
| DNF | 22  | Lucio Pedercini     | Ducati       | 0      | Uitgevallen  | 20   |        |
| DNS | 31  | Michele Malatesta   | Kawasaki     | 0      | Niet gestart |      |        |

## Tussenstanden na wedstrijd

### Superbike
| Pos | Nr  | Rijder        | Team    | Punten |
| --- | --- | ------------- | ------- | ------ |
| 1   | 21  | Troy Bayliss  | Ducati  | 276    |
| 2   | 1   | Colin Edwards | Honda   | 223    |
| 3   | 3   | Troy Corser   | Aprilia | 215    |
| 4   | 155 | Ben Bostrom   | Ducati  | 197    |
| 5   | 100 | Neil Hodgson  | Ducati  | 177    |

1995 · 1996 · 1997 · 1998 · 1999 · 2000 · 2001 · 2002 · 2003 · 2004 · 2013 · 2014 · 2015 · 2016 · 2017 · 2018 · 2019